# 猪俣博
猪俣 博（いのまた ひろし、1938年12月4日 - ）は、日本の技術者、実業家。日立メディコ代表取締役社長や、同社取締役会長、日本医療機器産業連合会副会長、日本画像医療システム工業会会長などを歴任した。

## 人物・経歴
新潟県長岡市出身。1961年新潟大学工学部電気工学科卒業、日立製作所入社、那珂工場配属。1980年日立製作所那珂工場医用機器設計部長。1991年日立製作所那珂工場長。1995年日立製作所計測器事業部長。1997年日立製作所取締役計測器事業部長。1999年日立製作所上席常務取締役計測器グループ長&CEO。2001年日立メディコ代表取締役社長。2005年日立メディコ取締役会長。2006年日本画像医療システム工業会会長、日本医療機器産業連合会副会長。2007年から日立メディコ相談役を務め、退任後は日立メディコ名誉相談役となった。この他、医療技術産業戦略コンソーシアム委員、新潟大学工学部同窓会悠久会副理事長なども務めた。